# ان‌جی‌سی ۵۴۰۸
ان‌جی‌سی ۵۴۰۸ (انگلیسی: NGC 5408) نام یک کهکشان در صورت فلکی قنطورس است.